# カインド
カインドとは、ライオンが発売していた液体洗濯糊。

## 概要
ライオンは、1966年6月に液体洗濯糊ライオンハイスターチを発売しているが、花王のキーピングには及ばなかったようである。
1975年からライオンは新しい仕上げ剤を順次発売しているが、その一環として商品名を変更したものと思われる。
1985年に、商品名をシャキットに変更した。